# Asthena ochrifasciaria
Asthena ochrifasciaria là một loài bướm đêm trong họ Geometridae.